# 加滕伯格 (愛荷華州)
加滕伯格（英語：Guttenburg）是一個位於美國愛荷華州克萊頓縣的城市。

## 地理
加滕伯格的座標為42°47′10″N 91°06′05″W / 42.78611°N 91.10139°W，而該地的平均海拔高度為188米（即625英尺）。

## 人口
根據2010年美國人口普查的數據，加滕伯格的面積為5.49平方千米，當中陸地面積為5.41平方千米，而水域面積為0.08平方千米。當地共有人口1914人，而人口密度為每平方千米348人。